# Кусента
Кусента (пол. Kusięta) — село в Польщі, у гміні Ольштин Ченстоховського повіту Сілезького воєводства.
Населення — 1218 осіб (2011).
У 1975-1998 роках село належало до Ченстоховського воєводства.

## Демографія
Демографічна структура станом на 31 березня 2011 року:
|          | Загалом | Допрацездатний вік | Працездатний вік | Постпрацездатний вік |
| -------- | ------- | ------------------ | ---------------- | -------------------- |
| Чоловіки | 619     | 135                | 427              | 57                   |
| Жінки    | 599     | 115                | 369              | 115                  |
| Разом    | 1218    | 250                | 796              | 172                  |